# Phalaenopsis bastianii
Phalaenopsis bastianii (Фаленопсис Бастіана, Фаленопсис Бастіані) — моноподіальна епіфітна трав'яниста рослина родини орхідні.

## Синоніми
За даними  Королівських ботанічних садів в К'ю:
- Phalaenopsis bastianii f. flava O. Gruss & Roellke, 1991

## Біологічний опис
Середніх розмірів моноподіальний епіфіт.
Стебло сильно скорочене, приховане основами листя.
Довжина листа 15-25 см, ширина 5-7 см. Загальна кількість листя до 10.
Дорослі рослини можуть одночасно формувати кілька квітконосів. Квітконоси гілкуються.
Квітки від 3,5 до 4 см в діаметрі, тривалість життя квіток — 25-30 днів. Квітка трохи нагадує квіти Phalaenopsis maculata і Phalaenopsis mariae. Сезон масового цвітіння — весна, але поодинокі квітучі рослини можуть зустрічатися цілий рік.

## Ареал, екологічні особливості
Філіппіни, архіпелаг Сулу.
У місцях зростання Phalaenopsis bastianii температура повітря практично однакова протягом усього року: близько 27 °C вдень і зниженням до 18-19 °C вночі. З січня по квітень випадає від 100 до 140 мм опадів, з травня по грудень від 160 до 240 мм.

## Історія
Видове назва дана ботаніком Röllke, який назвав рослину на честь свого сина Бастіана. 
 Рослина було завезено в Європу в 1980 в партії Phalaenopsis mariae.

## У культурі
Температурна група — тепла.
Додаткова інформація про агротехніку у статті Фаленопсис.
У гібридизації використовується не часто.

## Первиннігібриди
- Billie Lawson — bastianii х fasciata (Dr Henry M Wallbrunn) 1986
- Dreieich Star — lueddemanniana х bastianii (P. Lippold) 2006
- Flores Bast — floresensis х bastianii (Hou Tse Liu) 2006
- Java Bast — floresensis х bastianii (Hou Tse Liu) 2006
- Jean-François — equestris х bastianii (Luc Vincent) 2002
- Lovely Marie — bastianii х mariae (P. Lippold) 2007
- Painted Beauty — stuartiana х bastianii (Paul Lippold) 2007
- Till Eulenspiegel — fuscata х bastianii (Dr Henry M Wallbrunn) 1996